# リカルド・クアレスマ
リカルド・アンドラーデ・クアレスマ・ベルナルド（Ricardo Andrade Quaresma Bernardo, 1983年9月26日 - ）は、ポルトガル・リスボン出身のサッカー選手。元ポルトガル代表。ポジションはミッドフィールダーで主に左右のサイドミッドフィールダーとしてプレーしている。ポルトガルでの発音はクァレズマかクァレジュマに近い。
優れたプレーヤーを輩出してきたスポルティングCPのアカデミーの出身であり、先輩にルイス・フィーゴ、後輩にクリスティアーノ・ロナウドやナニらがいる。

## 経歴

### クラブ
ポルトガルの首都・リスボンにて生まれる。スポルティングCPのアカデミーに練習生として加入し、17歳であった2001-02シーズンの開幕を前に、当時の監督のラースロー・ベレニの采配によってトップチームに昇格。 一部リーグで28試合に出場して3得点を挙げ、チームの二冠達成に貢献した。
2003年、クアレスマは600万ユーロの年収とファビオ・ロッケンバックとのトレードでスペインの名門・FCバルセロナに引き抜かれた。バルセロナでの1年目は10試合に先発出場・12試合に途中出場し、5-0で勝利したホームでのアルバセテ・バロンピエ戦で得点を記録した。
しかし2003-04シーズン最終週で足の甲を骨折し、噂されていたUEFA EURO 2004とU-21欧州選手権の両方に欠場することを余儀なくされた。また監督のフランク・ライカールトとの確執も生じ、ライカールト指揮下のチームではプレーしないと公に宣言するまでに至った。
シーズンの終了後、クアレスマはポルトガル代表のデコと入れ替わる形で、ポルトガルの名門であるFCポルトに移籍した。2004-05シーズンはSLベンフィカとのスーパーカップにて唯一となる得点を挙げ、勝利に貢献するなど順調なスタートを切る。また試合は2対1で敗北したものの、UEFAスーパーカップのバレンシアCF戦でも得点を挙げた。
初のシーズンでは32試合に出場し5得点を挙げ、リーグ2位に貢献した。翌2005-06シーズンには、ドリブルだけではなくクロスから多くの好機を演出しリーグのアシスト王となり、29試合に出場してリーグとカップの二冠に大きく貢献した。活躍が代表監督・ルイス・フェリペ・スコラーリの目に止まり、2006 FIFAワールドカップの予選で招集を受け試合にも出場するものの、本大会のメンバー入りはならなかった。
2006-07シーズンにはリーグ2連覇を達成した。自身も26試合に出場し6得点を記録し年間最優秀選手を受賞。技術的にも精神的にも成長を見せ、代表も継続的に呼ばれるようになり、左右のウイングとして先発出場も増えた。シーズンオフにはリーガ・エスパニョーラのアトレティコ・マドリードや、プレミアリーグのリヴァプールFCといったビッグクラブへの移籍も噂されたが残留し、リーグ3連覇とチャンピオンズ・リーグでの躍進を目指す事となった。

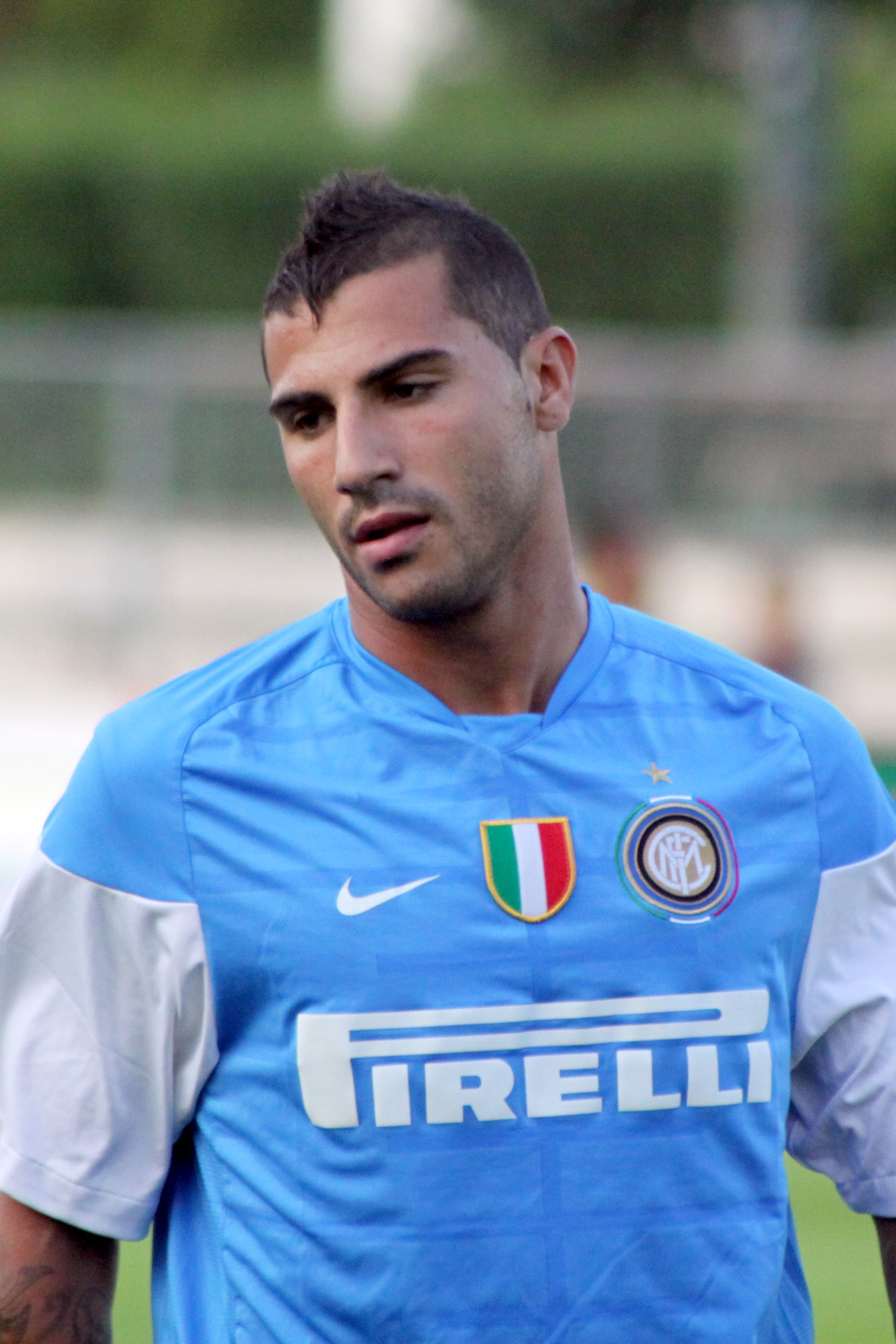
インテル時代のクアレスマ（2009年）

2008年8月に移籍期限ぎりぎりでイタリアの強豪インテルに1860万ユーロという高額な移籍金、加えてペレのトレードという事で加入した。「ビッググラブでプレーしたい」という本人の希望に加え、インテル監督に就任したジョゼ・モウリーニョが強く求めていた選手の1人であった。デビュー戦のホームでのカルチョ・カターニア戦では、トレードマークのカーブシュートで得点を記録し、2対1での勝利に貢献した。しかしこのシーズンは先発11試合の出場に留まり、さらに監督のモウリーニョも「クアレスマは素晴らしい選手だが、イブラヒモビッチはさらに素晴らしい働きをしてくれる」と語るなど、同じポジションのイブラヒモビッチに活躍を譲る事となる。シーズン終了後には、ラジオ局のリスナーが選ぶイタリア年間最悪選手賞である「金のバケツ賞」を受賞してしまい、その後はチャンピオンズリーグの登録メンバーからも外れる等、イタリアでの挑戦は散々な結果となってしまった。
2009年2月冬の移籍市場で期限ギリギリでチェルシーFCにレンタル移籍し、5日後のホームでのハル・シティ戦で初出場を果たし、試合は0-0の引き分けに終わった。また3月7日のFAカップ6回戦のコベントリー・シティ戦では、アレックスへのクロスを送り得点をアシストした。当時クアレスマは「インテルにいたときはあまり自信がなかった。良いプレーができなかったし、満足していなかった。でも、チェルシーに来てからは自信を取り戻す事ができた。インテルでは味わえなかった喜びが、僕に戻ってきた。」と語っている。
シーズン終了後、インテル側はジェノアへの放出を検討するが本人が拒否し、インテルに復帰した。復帰後は引退した同じくポルトガル出身のレジェンドであった、ルイス・フィーゴが付けていた背番号7番を引き継いだ。だがチームは三冠を達成したものの、自身はわずか13試合の出場に終わった。

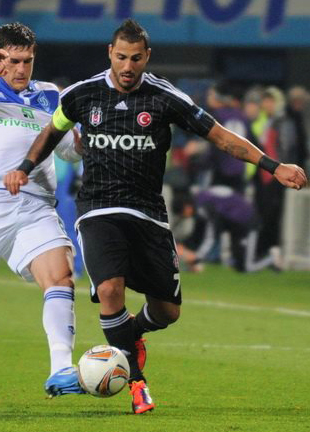
ベジクタシュで2011年のUEFAヨーロッパリーグに出場するクアレスマ

2010年6月13日、トルコのベシクタシュJKに移籍した。UEFAヨーロッパリーグ予選第3ラウンドのプルゼニ戦で加入後初ゴールを決めた他、トルコカップ決勝のイスタンブール・バシャクシェヒルFK戦では33分に先制ゴールを決め、チームもPK戦の末に4対3で勝利し、試合後には決勝戦のマン・オブ・ザ・マッチに選ばれた。
2011年4月25日の試合では、クアレスマはチームメイトのニハト・カフヴェジと試合中に口論を起こしたが、チームメイトの仲裁により和解した。また3対1で敗れた3月8日のヨーロッパリーグのラウンド16の1stレグのアトレティコ・マドリード戦では、ハーフタイムでイスマイル・コイバシュとの交代を指示された事で、ドレッシングルームで監督のカルロス・カルヴァリャルと口論となり、「俺がいなけりゃアンタもここにはいなかっただろう」と口にし、水筒を投げつけたと報じられた。この一件でクラブからは無期限の出場停止処分を受け、契約満了を6か月残して契約を解除した。
2013年1月にUAEリーグのアル・アハリに加入した。しかし、2013年5月に契約を解除した。
アル・アハリ退団後、無所属の状態が続いていたが、2014年1月1日、5年半ぶりにポルトに復帰した。
2015年7月、ベシクタシュに復帰した。
2019年8月29日、カスムパシャSKへの完全移籍が発表された。2019-20シーズンはリーグ戦27試合に出場し4ゴールを挙げた。2020年7月29日、カスムパシャを退団することが発表された。
2020年9月7日、ヴィトーリアSCに移籍した。

### 代表
代表では、2003年にデビューを飾ると、以降徐々に出番を得た。2007年からはコンスタントに出場してUEFA欧州選手権に3大会連続で出場するなど、代表に定着した。EURO 2016では、ラウンド16のクロアチア戦で決勝ゴールを挙げるなど、ポルトガル代表の初優勝に貢献した。FIFAワールドカップには2018年のロシア大会に34歳で初出場を果たすと、グループリーグ第3戦のイラン戦で1得点を挙げている。

## 人物・エピソード
- 父方の家系はロマであり、その血統を大事にしている。
- 幼少の頃は、空手とローラーホッケーに熱中していた。
- 以前はナイキのスパイクを使用していたが2007年シーズンからアディダスに変更した。
- 元ポルトガル代表GK・ビトール・バイーアを第二の父親と慕っていた。

## 個人成績

### クラブ
| クラブ           | クラブ       | クラブ                 | リーグ | リーグ | カップ                 | カップ                 | リーグカップ                   | リーグカップ                   | 国際大会   | 国際大会   | その他 | その他 | 通算 | 通算 |
| クラブ           | シーズン     | リーグ                 | 出場   | 得点   | 出場                   | 得点                   | 出場                           | 得点                           | 出場       | 得点       | 出場   | 得点   | 出場 | 得点 |
| ポルトガル       | ポルトガル   | ポルトガル             | リーグ | リーグ | タッサ・デ・ポルトガル | タッサ・デ・ポルトガル | タッサ・ダ・リーガ             | タッサ・ダ・リーガ             | ヨーロッパ | ヨーロッパ | その他 | その他 | 通算 | 通算 |
| ---------------- | ------------ | ---------------------- | ------ | ------ | ---------------------- | ---------------------- | ------------------------------ | ------------------------------ | ---------- | ---------- | ------ | ------ | ---- | ---- |
| スポルティングCP | 2001-02      | スーペル・リーガ       | 28     | 3      | 6                      | 2                      | -                              | -                              | 2          | 0          | -      | -      | 36   | 5    |
| スポルティングCP | 2002-03      | スーペル・リーガ       | 31     | 5      | 2                      | 0                      | -                              | -                              | 4          | 0          | 1      | 0      | 38   | 5    |
| スポルティングCP | 通算         | 通算                   | 59     | 8      | 8                      | 2                      | 0                              | 0                              | 6          | 0          | 1      | 0      | 74   | 10   |
| スペイン         | スペイン     | スペイン               | リーグ | リーグ | コパ・デル・レイ       | コパ・デル・レイ       | スーペルコパ・デ・エスパーニャ | スーペルコパ・デ・エスパーニャ | ヨーロッパ | ヨーロッパ | その他 | その他 | 通算 | 通算 |
| バルセロナ       | 2003-04      | リーガ・エスパニョーラ | 22     | 1      | 2                      | 0                      | -                              | -                              | 4          | 0          | -      | -      | 26   | 1    |
| バルセロナ       | 通算         | 通算                   | 22     | 1      | 2                      | 0                      | 0                              | 0                              | 4          | 0          | 0      | 0      | 28   | 1    |
| ポルトガル       | ポルトガル   | ポルトガル             | リーグ | リーグ | タッサ・デ・ポルトガル | タッサ・デ・ポルトガル | タッサ・ダ・リーガ             | タッサ・ダ・リーガ             | ヨーロッパ | ヨーロッパ | その他 | その他 | 通算 | 通算 |
| ポルト           | 2004-05      | スーペル・リーガ       | 32     | 5      | 1                      | 0                      | -                              | -                              | 8          | 0          | 1      | 1      | 42   | 6    |
| ポルト           | 2005-06      | スーペル・リーガ       | 29     | 5      | 4                      | 0                      | -                              | -                              | 6          | 0          | -      | -      | 39   | 5    |
| ポルト           | 2006-07      | スーペル・リーガ       | 26     | 6      | 1                      | 0                      | -                              | -                              | 8          | 2          | 1      | 0      | 36   | 8    |
| ポルト           | 2007-08      | スーペル・リーガ       | 27     | 8      | 3                      | 1                      | -                              | -                              | 8          | 2          | 1      | 0      | 39   | 11   |
| ポルト           | 通算         | 通算                   | 114    | 24     | 9                      | 1                      | 0                              | 0                              | 30         | 4          | 3      | 1      | 156  | 30   |
| イタリア         | イタリア     | イタリア               | リーグ | リーグ | コッパ・イタリア       | コッパ・イタリア       | -                              | -                              | ヨーロッパ | ヨーロッパ | その他 | その他 | 通算 | 通算 |
| インテル         | 2008-09      | セリエA                | 13     | 1      | 0                      | 0                      | 0                              | 0                              | 6          | 0          | -      | -      | 19   | 1    |
| インテル         | 2009-10      | セリエA                | 11     | 0      | 0                      | 0                      | 0                              | 0                              | 2          | 0          | -      | -      | 13   | 0    |
| インテル         | 通算         | 通算                   | 24     | 1      | 0                      | 0                      | 0                              | 0                              | 8          | 0          | 0      | 0      | 32   | 1    |
| イングランド     | イングランド | イングランド           | リーグ | リーグ | FAカップ               | FAカップ               | リーグカップ                   | リーグカップ                   | ヨーロッパ | ヨーロッパ | その他 | その他 | 通算 | 通算 |
| チェルシー       | 2008-09      | プレミアリーグ         | 4      | 0      | 1                      | 0                      | 0                              | 0                              | 0          | 0          | -      | -      | 5    | 0    |
| チェルシー       | 通算         | 通算                   | 4      | 0      | 1                      | 0                      | 0                              | 0                              | 0          | 0          | 0      | 0      | 5    | 0    |
| トルコ           | トルコ       | トルコ                 | リーグ | リーグ | テュルキエ・クパス     | テュルキエ・クパス     | -                              | -                              | ヨーロッパ | ヨーロッパ | その他 | その他 | 通算 | 通算 |
| ベシクタシュ     | 2010-11      | スュペル・リグ         | 21     | 3      | 8                      | 3                      | -                              | -                              | 10         | 5          | -      | -      | 39   | 11   |
| ベシクタシュ     | 2011-12      | スュペル・リグ         | 25     | 5      | 1                      | 0                      | -                              | -                              | 8          | 2          | -      | -      | 34   | 7    |
| ベシクタシュ     | 通算         | 通算                   | 46     | 8      | 9                      | 3                      | 0                              | 0                              | 18         | 7          | 0      | 0      | 73   | 18   |
| UAE              | UAE          | UAE                    | リーグ | リーグ | UAEプレジデントカップ  | UAEプレジデントカップ  | リーグカップ                   | リーグカップ                   | ヨーロッパ | ヨーロッパ | その他 | その他 | 通算 | 通算 |
| アル・アハリ     | 2012-13      | UAEプロリーグ          | 10     | 2      | 1                      | 1                      | -                              | -                              | -          | -          | -      | -      | 11   | 3    |
| アル・アハリ     | 通算         | 通算                   | 10     | 2      | 1                      | 1                      | 0                              | 0                              | 0          | 0          | 0      | 0      | 11   | 3    |
| ポルトガル       | ポルトガル   | ポルトガル             | リーグ | リーグ | タッサ・デ・ポルトガル | タッサ・デ・ポルトガル | タッサ・ダ・リーガ             | タッサ・ダ・リーガ             | ヨーロッパ | ヨーロッパ | その他 | その他 | 通算 | 通算 |
| ポルト           | 2013-14      | スーペル・リーガ       | 12     | 4      | 3                      | 1                      | 3                              | 1                              | 6          | 4          | -      | -      | 24   | 10   |
| ポルト           | 2014-15      | スーペル・リーガ       | 30     | 6      | 0                      | 0                      | 3                              | 1                              | 10         | 3          | -      | -      | 43   | 10   |
| ポルト           | 通算         | 通算                   | 42     | 10     | 3                      | 1                      | 6                              | 2                              | 16         | 7          | 0      | 0      | 67   | 20   |
| トルコ           | トルコ       | トルコ                 | リーグ | リーグ | テュルキエ・クパス     | テュルキエ・クパス     | -                              | -                              | ヨーロッパ | ヨーロッパ | その他 | その他 | 通算 | 通算 |
| ベシクタシュ     | 2015-16      | スュペル・リグ         | 26     | 4      | 5                      | 0                      | -                              | -                              | 6          | 1          | -      | -      | 37   | 5    |
| ベシクタシュ     | 通算         | 通算                   | 26     | 4      | 5                      | 0                      | 0                              | 0                              | 6          | 1          | 0      | 0      | 37   | 5    |
| 通算             | ポルトガル   | ポルトガル             | 215    | 42     | 20                     | 4                      | 6                              | 2                              | 52         | 11         | 4      | 1      | 297  | 60   |
| 通算             | スペイン     | スペイン               | 22     | 1      | 2                      | 0                      | -                              | -                              | 4          | 0          | -      | -      | 28   | 1    |
| 通算             | イタリア     | イタリア               | 24     | 1      | 0                      | 0                      | 0                              | 0                              | 8          | 0          | 0      | 0      | 32   | 1    |
| 通算             | イングランド | イングランド           | 4      | 0      | 1                      | 0                      | 0                              | 0                              | 0          | 0          | 0      | 0      | 5    | 0    |
| 通算             | トルコ       | トルコ                 | 72     | 12     | 14                     | 3                      | 0                              | 0                              | 24         | 8          | 0      | 0      | 110  | 23   |
| 通算             | UAE          | UAE                    | 10     | 2      | 1                      | 1                      | 0                              | 0                              | 0          | 0          | 0      | 0      | 11   | 3    |
| 総通算           | 総通算       | 総通算                 | 347    | 58     | 40                     | 8                      | 6                              | 2                              | 88         | 19         | 4      | 1      | 486  | 87   |

## 代表歴

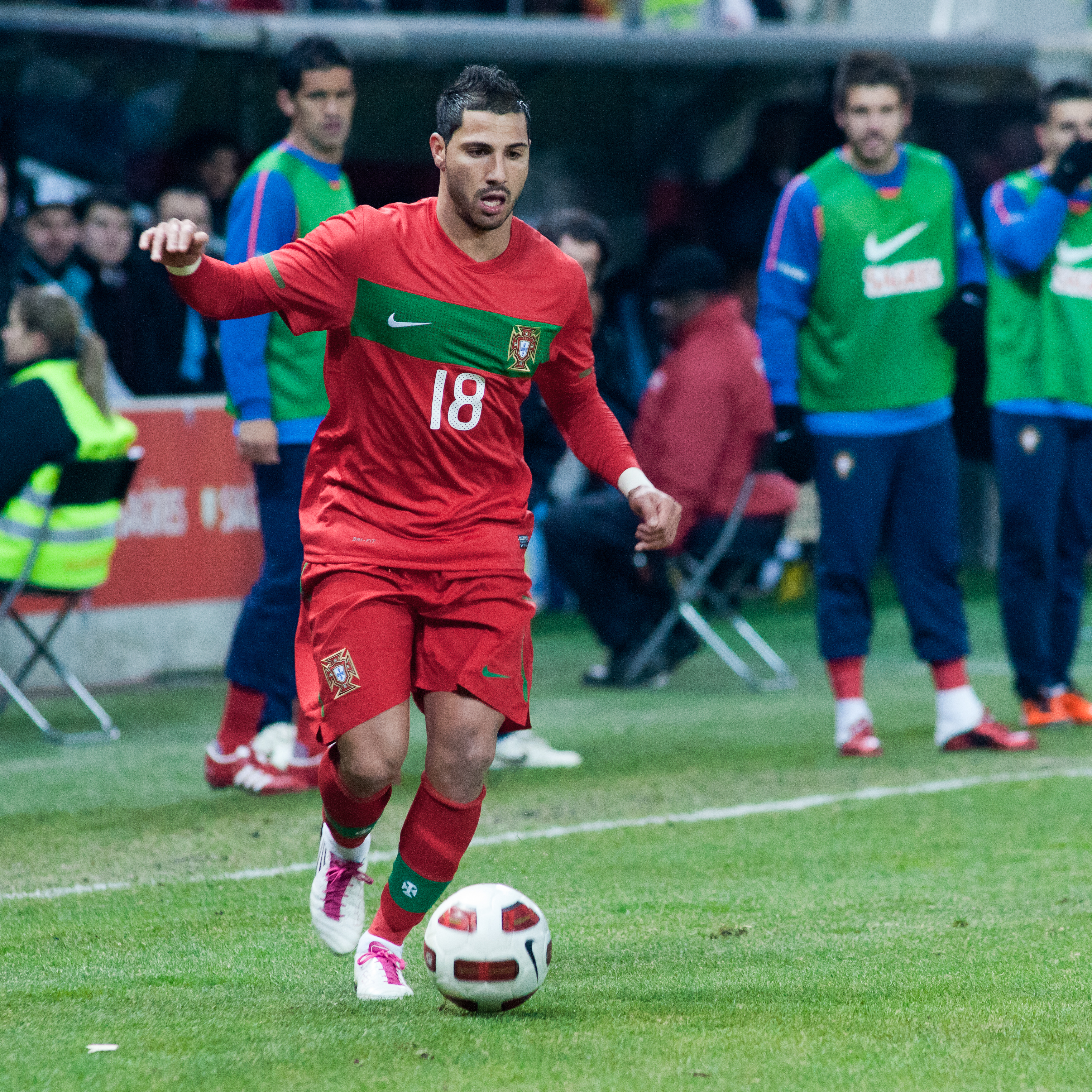
ポルトガル代表でプレーするクアレスマ

### 出場大会
- ポルトガル代表
  - 2018 FIFAワールドカップ

### 試合数
- 国際Aマッチ 80試合 10得点（2003年-2018年）[39]

| ポルトガル代表 | 国際Aマッチ | 国際Aマッチ |
| 年             | 出場        | 得点        |
| -------------- | ----------- | ----------- |
| 2003           | 1           | 0           |
| 2004           | 1           | 0           |
| 2005           | 2           | 0           |
| 2006           | 2           | 0           |
| 2007           | 12          | 1           |
| 2008           | 7           | 2           |
| 2009           | 0           | 0           |
| 2010           | 2           | 0           |
| 2011           | 5           | 0           |
| 2012           | 3           | 0           |
| 2013           | 0           | 0           |
| 2014           | 4           | 1           |
| 2015           | 6           | 0           |
| 2016           | 17          | 4           |
| 2017           | 10          | 1           |
| 2018           | 8           | 1           |
| 通算           | 80          | 10          |

### 得点
| #   | 開催日         | 会場                                           | 対戦国     | スコア | 結果       | 大会                                 |
| --- | -------------- | ---------------------------------------------- | ---------- | ------ | ---------- | ------------------------------------ |
| 1.  | 2007年3月24日  | リスボン、エスタディオ・ジョゼ・アルヴァラーデ | ベルギー   | 3-0    | 4-0        | UEFA EURO 2008予選                   |
| 2.  | 2008年2月6日   | チューリッヒ、レッツィグルンド                 | イタリア   | 2-1    | 3–1        | 親善試合                             |
| 3.  | 2008年6月11日  | ジュネーヴ、スタッド・ドゥ・ジュネーヴ         | チェコ     | 1-3    | 1-3        | UEFA EURO 2008                       |
| 4.  | 2014年10月11日 | サン＝ドニ、スタッド・ド・フランス             | フランス   | 2-1    | 2–1        | 親善試合                             |
| 5.  | 2016年5月29日  | ポルト、エスタディオ・ド・ドラゴン             | ノルウェー | 1-0    | 3-0        | 親善試合                             |
| 6.  | 2016年6月8日   | リスボン、エスタディオ・ダ・ルス               | エストニア | 2-0    | 7-0        | 親善試合                             |
| 7.  | 2016年6月8日   | リスボン、エスタディオ・ダ・ルス               | エストニア | 6-0    | 7-0        | 親善試合                             |
| 8.  | 2016年6月25日  | ランス、スタッド・フェリックス・ボラール       | クロアチア | 0-1    | 0-1 (延長) | UEFA EURO 2016                       |
| 9.  | 2017年6月18日  | カザン、カザン・アリーナ                       | メキシコ   | 1-0    | 2-2        | FIFAコンフェデレーションズカップ2017 |
| 10. | 2018年6月25日  | サランスク、モルドヴィア・アリーナ             | イラン     | 0-1    | 1-1        | 2018 FIFAワールドカップ              |

## タイトル
スポルティングCP
- スーペル・リーガ : 1 (2001-02)
- タッサ・デ・ポルトガル : 1 (2001-02)
- タッサ・ダ・リーガ : 1 (2001-02)

FCポルト
- インターコンチネンタルカップ : 1 (2004)
- スーペル・リーガ : 3 (2005-06, 2006-07, 2007-08)
- タッサ・デ・ポルトガル : 1 (2005-06)
- タッサ・ダ・リーガ : 1 (2005-06)

チェルシーFC
- FAカップ : 1 (2008-09)

インテル
- セリエA : 1 (2009-10)
- コッパ・イタリア : 1 (2009-10)
- UEFAチャンピオンズリーグ : 1 (2009-10)

ベシクタシュJK
- テュルキエ・クパス : 1 (2010-11)

ポルトガル代表
- UEFA U-17欧州選手権 : 1 (2000)
- UEFA欧州選手権 : 1 （UEFA EURO 2016）

個人
- ポルトガル最優秀選手賞 : 2 (2005, 2006)
- ポルトガル・ゴールデンボール : 1 (2007)
- ビドーネ・ドーロ : 1 (2008)